# كاثرين سانفورد
كاثرين كونتز سانفورد (بالإنجليزية: Katherine Sanford)‏ (19 تموز 1915- 12 أيلول 2005)، والمعروفة أيضاً باسم سانفورد ميفلين، كانت عالمة أحياء أمريكية وباحثة في مرض السرطان؛ عملت في المعهد الوطني للسرطان لمدة تقارب الخمسين عاماً، حيث عملت كرئيسة لمختبر الخلايا الخلوية وعلم الأحياء الجزيئي. في الأربعينيات من القرن الماضي، أصبحت أول شخص ينجح في استنساخ خلية من الثدييات في المختبر، مما سمح بالحصول على وسائل أكثر فالية في إنشاء سلالات من الخلايا النقية للدراسة. كما طورت أول اختبار معملي للتمييز بين المصابين بمرض ألزهايمر والأشخاص المعرضين للإصابة بالسرطان.

## النشأة والتعليم
ولدت سانفورد في 19 تموز 1915، في شيكاغو، إلينوي؛ ولدت لأبوين هما ألتا راشي وويليام جيمس كونتز. تلقت سانفورد تعليمها في مدرسة نورث شور كونتري، وهي مدرسة إعدادية انتقائية في وينيتكا، إلينوي. التحقت سانفورد بعد ذلك بكلية ويلسلي لتحصل على شهادة البكالوريوس منها في عام 1937؛ وبعد حصولها على درجة البكالوريوس، التحقت بجامعة براون، حيث تابعت دراستها لتحصل على شهادة الماجستير والدكتوراه في علم الأحياء. درست سانفورد على يد عالم الحيوان آرثر م. بنتا، وتخرجت مع شهادة دكتوراه في عام 1942. كانت سانفورد واحدة من مجموعة صغيرة من النساء اللواتي التحقن ببرنامج بيولوجيا الدراسات العليا في جامعة براون في أربعينيات القرن الماضي.

## الحياة الشخصية
تزوجت سانفورد من تشارلز إف. آر. ميفلين في عام 1971. توفيت سانفورد في 12 أيلول في عام 2005، عن عمر يناهز 90 عاماً.

## المسيرة المهنية
أمضت كاثرين سانفورد سنتها الأولى بعد حصولها على درجة الدكتوراه في تدريس علم الأحياء. ودرست بين عامي 1941 و1942 علم الأحياء وعلم التشريح المقارن وعلم المناعة في كلية ويسترن للنساء في أوكسفورد، أوهايو؛ ثم انتقلت إلى كلية ألليغني في ميدفيل في بنسلفانيا بين عامي 1942 و1943. وبعد عملها كمدرسة، التحقت سانفورد بكلية التمريض في جامعة جونز هوبكنز في بالتيمور في ولاية ماريلاند، كمساعدة لمدير برنامج العلوم، وشغلت هذا المنصب بين عامي 1943 و1947. بعد فترة قصيرة من التدريس، انضمت سانفورد إلى مختبر السرطان التابع للمعهد الوطني للسرطان في عام 1947، حيث قضت ما يقارب 50 عاماً، وبقية حياتها المهنية كلها بالعمل كباحثة في مجال السرطان.
بدأت سانفورد حياتها المهنية كعالمة أبحاث كجزء من قسم زراعة الأنسجة في مختبر علم الأحياء التابع لمعهد السرطان الوطني. لم يستغرق الأمر وقتاً طويلاً لإحداث تأثير كبير في هذا المجال، حيث ظهر هذا التأثير بعد اكتشافها –تقريباً أهم اكتشاف لها وهو طريقة لاستنساخ خلايا سرطان الثدييات في المختبر. كانت معروفة لهذا الاكتشاف وحصلت بسببه على جائزة زمالة روس هاريسون. في عام 1947 تم تعيين سانفورد رئيساً لقسم فيزيولوجيا الخلايا وعلم الأورام في مختبر الكيمياء الحيوية التابع للمعهد الوطني للسرطان. وبعد ذلك وبالتحديد في عام 1977، تمت ترقية سانفورد إلى رئيس قسم التسرطن المخبري في مختبر البيولوجيا الخلوية والجزيئية. من هذا المنصب –الذي شغلته لبقية حياتها المهنية- اكتشفت اكتشافين مهمين. في عام 1985، صممت اختباراً يمكنه التعرف على الاستعداد الوراثي للإصابة بالسرطان، وبناءً على هذه الفكرة في التسعينات، ابتكرت اختباراً يمكنه التمييز بين الأشخاص الذين لديهم استعداد وراثي للإصابة بالسرطان وبين الأشخاص المصابين بمرض ألزهايمر. بعد 49 عاماً من العمل مع المعهد الوطني للسرطان، تقاعدت سانفورد رسمياً في كانون الأول من عام 1995، لكنها بقيت سنة إضافية لإكمال بحثها. 
شاركت سانفورد مع مختلف الجمعيات المهتمة بعلم الأحياء على مدار حياتها المهنية. كانت سانفورد عضواً مؤسساً في الجمعية الأمريكية لأبحاث السرطان. كما عملت في مختلف لجان تلك الجمعية خلال حياتها المهنية. بالإضافة إلى ذلك، كانت عضواً في الجمعية الأمريكية لعلم الاحياء الخلوي، والجمعية الأمريكية لعلم الوراثة البشري، وجمعية زراعة الأنسجة، والجمعية الدولية لعلم الأحياء الخلوي. شغلت سانفورد الكثير من المناصب كمدير مجلس إدارة أو عضو لجنة فيما يصل مجموعه إلى 23 جمعية علمية خلال مسيرتها المهنية.

## الأبحاث
بدأت سانفورد في عام 1947 مسيرتها البحثية مع المعهد الوطني للسرطان. من خلال العمل مع الدكتورة فيرجينيا إيفانز ومجموعة من العاملين في مجال زراعة الأنسجة، أصبحت أول من استنسخ بنجاح خلية من الثدييات في المختبر. سمح ذلك بتقدم البحث في السمات الأيضية والجينية للخلية المستنسخة. قبل هذا الاكتشاف، كان يجب أن تتكون الزرعات النسيجية من خلايا جسم الإنسان المتعددة والمتنوعة من أجل بقائها ونموها؛ كما كانت تتطلب الخلايا المنفصلة دعم الخلايا الأخرى لكي تعمل وتتكاثر. استهدف بحثها خلايا الثدييات المعزولة في المختبر وإيجاد طرق لتحفيز التحولات الخبيثة وتكرارها. طورت سانفورد طريقة يمكن أن تحفز انتشار الخلايا ضمن سلالات متطابقة.
تطلب إجراءها التجريبي 929 تكراراً للعثور على مجموعة من الظروف البيئية والخلايا التي تسببت في الاستنساخ. طورت سانفورد ممصات مجهرية قادرة على التقاط الخلايا الفردية وعزلها تحت المجهر ووضعها في بيئة دقيقة مفصلة، حيث يتم تقييد نشر المنتجات الخلوية ضمن زرعة مغلقة صغيرة. كان أول نجاح لها في تكرار نسخة متطابقة من خلية مع الخلايا الليفية للفئران، وعلى الرغم من أن إجراءها كان إجراءً أولياً إلا أنه كان مرهقاً ومن الصعب تنفيذه من جديد، إلا أن اكتشافها للاستنساخ في نهاية المطاف مهد الطريق لإنتاج خطوط الخلايا النقية وزراعة الفيروسات. بالإضافة إلى ذلك، سمح الاستنساخ بتطوير لقاحات جديدة ودفع دراسة الخلايا الجذعية للأمام.
في وقت لاحق من حياتها المهنية، وضعت سانفورد اختبار لعلم الوراثة الخلوي الذي كان قادراً على تحديد الأشخاص الذين لديهم قابلية للإصابة بمرض ألزهايمر ومرض السرطان. لقد تطلب اختبارها جمع الخلايا الليفية للدم أو الخلايا الليمفاوية في الدم من المرضى، ولكن تعرض زرعات الخلية لضوء الفلورسنت أتلف الحمض النووي للخلايا. بعد ذلك، تم علاج الزرعات بمثبطات إصلاح الحمض النووي ومقارنتهم بالفواصل الكروماتيدية. وقد وجدت الأبحاث أن مرضى ألزهايمر ومرضى السرطان لديهم فواصل كروماتيدية أكبر بكثير في ظل ظروف معينة، مما سمح بتحديد هذه القابلية عند الأشخاص. تم نشر عملها حول هذه المادة في تقرير الأكاديمية الوطنية للعلوم في عام 1996.
حصلت سانفورد على 3 براءات اختراع بسبب عملها في حياتها المهنية. أحد هذه البراءات كانت في 12 حزيران من عام 1990، وكانت نتيجة اكتشاف سانفورد للقابلية الوراثية للإصابة بالسرطان، بما في ذلك تواتر الفجوات والانكسارات في الشقوق الصبغية للخلايا الليفية الطورية الجلدية.

## الجوائز والتكريم
في عام 1954، أي بعد سبع سنوات من انضمامها إلى المعهد الوطني للسرطان، حصلت سانفورد على جائزة زمالة روس هاريسون عن طريقة استنساخها لخلايا الثدييات. حصلت أيضاً على جائزة الإنجاز مدى الحياة من جمعية علم الاحياء في المختبر في عام 1977، وحصلت أيضاً على شهادة الدكتوراه الفخرية في العلوم من الجامعة الكاثوليكية الأمريكية في عام 1988.